# Deborah van Valkenburgh
Deborah Gaye Van Valkenburgh (Schenectady, 29 de agosto de 1952) é uma atriz norte americana. Seu papel mais conhecido é como a filha de Ted Knight no papel de Jackie Rush na série de televisão Too Close for Comfort. Em 1979 participou do filme The Warriors no papel de Mercy, e em 1984 participou do filme Streets of Fire como Reva Cody, ambos do diretor Walter Hill. Em 2012, conquistou o prêmio de melhor atriz coadjuvante em filme de fantasia no Pollygrind Film Festival pelo filme Road To Hell.

## Filmografia parcial[1]
- Mercy - The Warriors - Os Selvagens da Noite - Paramount/1979
- Jackie Rush - Too Close for Comfort - série de televisão, ABC/1980-1985
- Tina - King of The Moutain - Universal/1981
- Reva Cody - Streets of Fire - Universal/RKO Pictures/1984
- Kate Fraser - Síndrome do Mal - DEG/1998 / Miramax/1992
- Liliana - One Man Out - Sony Pictures/1989
- Nancy Drawing - Phantom of The Ritz - Prism Pictures/1992
- Cammy Crain - Brainsmasher... A Love Story - Trimark Pictures/1993
- Irmã - Road To Hell - produção independente/2008

## Prêmios e indicações

### Prêmios
Pollygrind Film Festival
- melhor atriz coadjuvante em filme de fantasia: 2012